# 1398

## Esdeveniments
- Pedro López de Ayala és nomenat canceller major de Castella,[1]

## Naixements
- Marqués de Santillana, poeta espanyol

## Necrològiques
- Castellví de Rosanes: Joan I d'Empúries, 5è President de la Generalitat de Catalunya.